# Glyphonycteris daviesi
Murciélago orejudo Davies
El murciélago orejudo de Davies o murciélago anciano (Glyphonycteris davies) es un murciélago de la familia Phyllostomidae. Se lo encuentra solo en tierras bajas, en los bosques húmedos de Brasil, Colombia, Costa Rica, Ecuador, Guayana Francesa, Guayana, Honduras, Panamá, Perú, Surinam, Trinidad y Tobago y Venezuela.
Son insectívoros nocturnos y son habitualmente parasitados por moscas (Trichobius sp.).

## Descripción
Es la especie más grande dentro del género, tiene dos incisivos grandes y largos como caninos. Dorsalmente color café oscuro y ventralmente más pálido, de pelaje lanudo y largo, orejas largas y punteadas en las puntas. Con labios y barbilla notablemente peludos, su barbilla es acanalada y la bordea un cojincillo liso en forma de V. De cola corta midiendo casi la mitad del uropatagio, el calcáneo es más pequeño que sus patas y estas son largas y peludas.